# 美凤尾蕨
美凤尾蕨（学名：Pteris bella）也称栗轴凤尾蕨，为凤尾蕨科凤尾蕨属下的一个种。